# Rotorua
Rotorua (maorsky Te Rotorua-nui-a-Kahumatamomoe) je město v regionu Bay of Plenty na severu Nového Zélandu poblíž stejnojmenného jezera. Toto jméno pochází z maorského jazyka a znamená Druhé velké jezero Kahumatamomoe. První evropští osadníci sem přišli v roce 1831. Rotorua je zároveň sídlem správy stejnojmenného okresu (Rotorua District). Žije zde přibližně 58 tisíc obyvatel.

## Historie
Prameny v této oblasti byly objeveny již dříve domorodými Maory, ale proslavily se až v roce 1878. Nalezl je zde kněz, který zjistil, že když se koupal v těchto vodách, vyléčily mu artritidu. Dnes jsou známé jako "Knězovy prameny".

## Léčivé účinky
Voda v těchto pramenech je kyselá a teče z vulkanické skály hluboko pod povrchem země. Má teplotu 33 °C až 43 °C. Místní prameny dokážou léčit artritidu, revmatismus, neuralgii a přispívají k obecnému zdraví. Je zde velké množství lázní a jezer s odlišnou teplotou vody.

## Turistický ruch
Oblast Rotoruy je známa díky své geotermální aktivitě, která je největší v parku Kuirau na západě města. Nachází se zde mnoho gejzírů, termálních pramenů a jezer. Provozuje se zde například rybaření, plavání a vodní lyžování. V roce 2007 zde bylo zorganizováno mistrovství světa ve vodním lyžování.